# Wahlkreis Wallis und Futuna
Der Wahlkreis Wallis und Futuna (französisch: Circonscription de Wallis-et-Futuna) ist der einzige Wahlkreis zur französischen Nationalversammlung im Überseegebiet (collectivité d'outre-mer) Wallis und Futuna. Es handelt sich dabei um den bevölkerungsmäßig zweitkleinsten Wahlkreis Frankreichs direkt nach dem Wahlkreis Saint-Pierre und Miquelon.

## Geographie
Der Wahlkreis Wallis und Futuna wurde 1961 mit der Umwandlung des Protektorats Wallis und Futuna in ein Überseeterritorium geschaffen. Der Wahlkreis umfasst das gesamte Überseeterritorium mit den drei anerkannten Königreichen Uvea, Sigave und Alo.

## Abgeordnete des Wahlkreises
| Legislatur | Mandatsbeginn    | Mandatsende       | Gewählt         | Partei                                         |
| ---------- | ---------------- | ----------------- | --------------- | ---------------------------------------------- |
| 1.         | 25. März 1962    | 9. Oktober 1962   | Hervé Loste     | Centre national des indépendants et paysans    |
| 2.         | 6. Dezember 1962 | 2. April 1967     | Hervé Loste     | Républicains indépendants                      |
| 3.         | 3. April 1967    | 30. Mai 1968      | Benjamin Brial  | Union démocratique pour la nouvelle République |
| 4.         | 11. Juli 1968    | 1. April 1973     | Benjamin Brial  | Union des démocrates pour la République        |
| 5.         | 2. April 1973    | 2. April 1978     | Benjamin Brial  | Rassemblement pour la République               |
| 6.         | 3. April 1978    | 22. Mai 1981      | Benjamin Brial  | Rassemblement pour la République               |
| 7.         | 2. Juli 1981     | 1. April 1986     | Benjamin Brial  | Rassemblement pour la République               |
| 8.         | 2. April 1986    | 14. Mai 1988      | Benjamin Brial  | Rassemblement pour la République               |
| 9.         | 23. Juni 1988    | 23, November 1988 | Benjamin Brial  | Rassemblement pour la République               |
| 9.         | 15. Januar 1989  | 1. April 1993     | Kamilo Gata     | Parti radical de gauche                        |
| 10.        | 2. April 1993    | 21. April 1997    | Kamilo Gata     | Parti socialiste                               |
| 11.        | 1. Juni 1997     | 18. Juni 2002     | Victor Brial    | Rassemblement pour la République               |
| 12         | 19. Juni 2002    | 19. Juni 2007     | Victor Brial    | Union pour un mouvement populaire              |
| 13         | 20. Juni 2007    | 19. Juni 2012     | Albert Likuvalu | Parti radical de gauche                        |
| 14.        | 20. Juni 2012    | 25. Januar 2013   | David Vergé     | Divers droite                                  |
| 14.        | 24. März 2013    | 20. Juni 2017     | Napole Polutélé | divers gauche                                  |
| 15.        | 21. Juni 2017    | 2. Februar 2018   | Napole Polutélé | divers gauche                                  |
| 15.        | 16. April 2018   | 21. Juni 2022     | Sylvain Brial   | divers droite                                  |
| 16.        | 22. Juni 2022    | 9. Juni 2024      | Mikaele Seo     | Renaissance                                    |
| 17.        | 18. Juli 2024    | im Amt            | Mikaele Seo     | Ensemble pour la République                    |

## Wahlergebnisse

### Parlamentswahl 2002
| Kandidaten                  | Parteien        | 1. Wahlgang | 1. Wahlgang | 2. Wahlgang | 2. Wahlgang |
| Kandidaten                  | Parteien        | Stimmen     | %           | Stimmen     | %           |
| --------------------------- | --------------- | ----------- | ----------- | ----------- | ----------- |
| Victor Brialgewählt         | UMP             | 2.880       | 40,5        | 3.774       | 50,4        |
| Penisio Tialetagi           | DVG             | 2.680       | 37,7        | 3.716       | 49,6        |
| Albert Likuvalu             | DVG             | 928         | 13,1        |             |             |
| Gaston Lutui                | FN              | 335         | 4,7         |             |             |
| Mikaele Hoatau              | DVG             | 286         | 4,0         |             |             |
| Gesamt                      | Gesamt          | 7.109       | 100         | 7.490       | 100         |
|                             |                 |             |             |             |             |
| Wahlberechtigte             | Wahlberechtigte | 9.376       |             | 9.375       |             |
|                             |                 |             |             |             |             |
| Quelle: Assemblée Nationale |                 |             |             |             |             |

### Teilwahl von 2003
Nachdem das französische Verfassungsgericht die Wahl von 2002 im Wahlkreis für ungültig erklärt hatte, musste die Wahl 2003 wiederholt werden. Diese fand am 17. und 24. März 2003 statt. Der Amtsinhaber Victor Brial (46,91 %) setzte sich gegen Penisio Tialetagi (45,02 %) durch.
| Kandidaten                          | Parteien        | 1. Wahlgang | 1. Wahlgang | 2. Wahlgang | 2. Wahlgang |
| Kandidaten                          | Parteien        | Stimmen     | %           | Stimmen     | %           |
| ----------------------------------- | --------------- | ----------- | ----------- | ----------- | ----------- |
| Victor Brialgewählt                 | UMP             | 3.413       | 46,9        | 4.005       | 51,7        |
| Penisio Tialetagi                   | DVG             | 3.276       | 45,0        | 3.687       | 47,6        |
| Albert Likuvalu                     | PRG             | 587         | 8,1         |             |             |
| Gesamt                              | Gesamt          | 7.276       | 100         | 7.749       | 100         |
|                                     |                 |             |             |             |             |
| Wahlberechtigte                     | Wahlberechtigte | 9.925       |             | 9.925       |             |
|                                     |                 |             |             |             |             |
| Quelle: Political Reviews Polynesia |                 |             |             |             |             |

### Parlamentswahl 2007
| Kandidaten               | Parteien          | 1. Wahlgang | 1. Wahlgang | 2. Wahlgang | 2. Wahlgang |
| Kandidaten               | Parteien          | Stimmen     | %           | Stimmen     | %           |
| ------------------------ | ----------------- | ----------- | ----------- | ----------- | ----------- |
| Albert Likuvalugewählt   | PS                | 2.424       | 31,1        | 4.152       | 51,3        |
| Victor Brial             | UMP               | 2.625       | 33,7        | 3.865       | 47,8        |
| Erménégilde Simete       | DVD               | 1.101       | 14,1        |             |             |
| Atonio Ilalio            | MoDem             | 973         | 12,5        |             |             |
| Pesamino Taputai         | MoDem             | 661         | 8,5         |             |             |
| Gesamt                   | Gesamt            | 7.784       | 100         | 8.089       | 100         |
|                          |                   |             |             |             |             |
| Ungültige Stimmen        | Ungültige Stimmen | 0           | 0,0         | 0           | 0,0         |
| Wähler                   | Wähler            | 7.784       | 83,0        | 8.089       | 86,3        |
| Wahlberechtigte          | Wahlberechtigte   | 9.376       |             | 9.375       |             |
|                          |                   |             |             |             |             |
| Quelle: Innenministerium |                   |             |             |             |             |

### Parlamentswahl 2012
| Kandidaten               | Parteien          | 1. Wahlgang | 1. Wahlgang | 2. Wahlgang | 2. Wahlgang |
| Kandidaten               | Parteien          | Stimmen     | %           | Stimmen     | %           |
| ------------------------ | ----------------- | ----------- | ----------- | ----------- | ----------- |
| David Vergégewählt       | DVD               | 1.997       | 28,8        | 3.068       | 41,6        |
| Mikaele Kulimoetoke      | DVG               | 1.345       | 19,4        | 3.026       | 41,0        |
| Albert Likuvalu          | RDG               | 1.179       | 17,0        | 1.280       | 17,4        |
| Epifano Tui              | PS                | 913         | 13,2        |             |             |
| Antonio Ilalio           | CEN               | 858         | 12,4        |             |             |
| Simione Vanai            | PS                | 642         | 9,3         |             |             |
| Gesamt                   | Gesamt            | 6.934       | 100         | 7.374       | 100         |
|                          |                   |             |             |             |             |
| Ungültige Stimmen        | Ungültige Stimmen | 78          | 1,1         | 66          | 0,9         |
| Wähler                   | Wähler            | 7.012       | 78,1        | 7.440       | 82,8        |
| Wahlberechtigte          | Wahlberechtigte   | 8.980       |             | 8.984       |             |
|                          |                   |             |             |             |             |
| Quelle: Innenministerium |                   |             |             |             |             |

### Parlamentswahl 2017
| Kandidaten               | Parteien              | Stimmen | %    |
| ------------------------ | --------------------- | ------- | ---- |
| Napole Polutelegewählt   | DVG                   | 3.436   | 50,2 |
| Sylvain Brial            | DVG                   | 3.159   | 46,2 |
| Hervé Michel Delord      | DVD                   | 244     | 3,6  |
| Gesamt                   | Gesamt                | 6.839   | 100  |
|                          |                       |         |      |
| Leere Stimmzettel        | Leere Stimmzettel     | 31      | 0,4  |
| Ungültige Stimmzettel    | Ungültige Stimmzettel | 22      | 0,3  |
| Wähler                   | Wähler                | 6.892   | 81,3 |
| Wahlberechtigte          | Wahlberechtigte       | 8.480   |      |
|                          |                       |         |      |
| Quelle: Innenministerium |                       |         |      |

### Parlamentswahl 2022
| Kandidaten               | Parteien              | 1. Wahlgang | 1. Wahlgang | 2. Wahlgang | 2. Wahlgang |
| Kandidaten               | Parteien              | Stimmen     | %           | Stimmen     | %           |
| ------------------------ | --------------------- | ----------- | ----------- | ----------- | ----------- |
| Mikaele Seogewählt       | DVC                   | 1.622       | 21,8        | 3.717       | 50,1        |
| Etuato Mulukihaamea      | DVC                   | 1.396       | 18,8        | 3.701       | 49,9        |
| Soane Paulo Mailagi      | DVC                   | 1.170       | 15,7        |             |             |
| Soane Tamaseno Tukumuli  | DVG                   | 1.061       | 14,3        |             |             |
| Malia Nive Kulikovi      | ECO                   | 922         | 12,4        |             |             |
| Sandrine Aimée Ugatai    | DVC                   | 766         | 10,3        |             |             |
| Lauriane Tialetagi-Vergé | DVC                   | 503         | 6,8         |             |             |
| Gesamt                   | Gesamt                | 7.440       | 100         | 7.418       | 100         |
|                          |                       |             |             |             |             |
| Leere Stimmzettel        | Leere Stimmzettel     | 34          | 0,5         | 62          | 0,8         |
| Ungültige Stimmzettel    | Ungültige Stimmzettel | 29          | 0,4         | 36          | 0,5         |
| Wähler                   | Wähler                | 7.503       | 78,2        | 7.516       | 78,5        |
| Wahlberechtigte          | Wahlberechtigte       | 9.592       |             | 9.580       |             |
|                          |                       |             |             |             |             |
| Quelle: Innenministerium |                       |             |             |             |             |

### Parlamentswahl 2024
| Kandidaten               | Parteien              | Stimmen | %    |
| ------------------------ | --------------------- | ------- | ---- |
| Mikaele Seogewählt       | ENS                   | 4.281   | 62,3 |
| Lavinia Kanimoa          | DVC                   | 1.248   | 18,1 |
| Lauriane Tialetagi       | DVC                   | 1.028   | 14,9 |
| Otilone Tokotuu          | DVD                   | 320     | 4,7  |
| Gesamt                   | Gesamt                | 6.877   | 100  |
|                          |                       |         |      |
| Leere Stimmzettel        | Leere Stimmzettel     | 49      | 0,7  |
| Ungültige Stimmzettel    | Ungültige Stimmzettel | 38      | 0,5  |
| Wähler                   | Wähler                | 6.964   | 77,1 |
| Wahlberechtigte          | Wahlberechtigte       | 9.031   |      |
|                          |                       |         |      |
| Quelle: Innenministerium |                       |         |      |